# Croton faroensis
Espèce
Classification APG II (2003)
 Croton faroensis est une espèce de plantes à fleurs du genre Croton et de la famille des Euphorbiaceae, présente au Brésil (Pará).